# بندر سونگای بوآیا
بندر سونگای بوآیا (به انگلیسی: Bandar Sungai Buaya) شهری در منطقه هولو سلانگور در ایالت سلانگور، مالزی است.